# Lucerna (gastéropode)
Pour les articles homonymes, voir Lucerna.
Genre
Lucerna est un genre d'escargots  terrestres de la famille des Pleurodontidae (en) (sous-famille des Lucerninae).

## Liste d'espèces
Le genre Lucerna comprend les espèces suivantes :
- Lucerna bainbridgii (en) (L. Pfeiffer, 1845)
- † Lucerna bernardi (Kimball, 1947)
- † Lucerna bowdeniana (Simpson, 1895)
- Lucerna chemnitziana (L. Pfeiffer, 1845)
- Lucerna lamarckii (Férussac, 1821)
- Lucerna lucerna (O. F. Müller, 1774)
- Lucerna mora (Gray in Griffith & Pidgeon, 1833)
- Lucerna subacuta (L. Pfeiffer, 1867)
- Lucerna sublucerna Pilsbry, 1889
- Lucerna vacillans Vendreyes, 1902

Synonymes
- Lucerna (Lucidula) Swainson, 1840 : synonyme de Pleurodonte (d) Fischer von Waldheim, 1807